# Everode
Ne doit pas être confondu avec Everöd.
Everode est une commune allemande de l'arrondissement de Hildesheim, Land de Basse-Saxe.

## Géographie
Everode se situe à l'ouest du Sackwald et au sud-ouest du Ahrensberg dans le bassin oriental de la Leine.
| Alfeld | Adenstedt/Harbarnsen | Woltershausen |
| Freden | Everode              | Winzenburg    |
|        | Freden               | Winzenburg    |

## Histoire
Everode est mentionné pour la première fois en 906 dans un acte de Bernward de Hildesheim sous le nom de "Avenigeroth".

## Source, notes et références
- (de) Cet article est partiellement ou en totalité issu de l’article de Wikipédia en allemand intitulé « Everode » (voir la liste des auteurs).